# Xolotrema caroliniense
Xolotrema caroliniense är en snäckart som först beskrevs av I. Lea 1834.  Xolotrema caroliniense ingår i släktet Xolotrema och familjen Polygyridae. Inga underarter finns listade i Catalogue of Life.